# Thomasia montana
Thomasia montana är en malvaväxtart som beskrevs av Ernst Gottlieb von Steudel. Thomasia montana ingår i släktet Thomasia och familjen malvaväxter. Inga underarter finns listade i Catalogue of Life.